# Canal 6 (Bariloche)
El Canal 6 de Bariloche, estilizado como elseis TV, es un canal de televisión abierta argentino afiliado a El Trece que transmite desde la ciudad de San Carlos de Bariloche, provincia de Río Negro. El canal se llega a ver en toda la ciudad y en zonas aledañas. Es operado por el Grupo Televisión Litoral.

## Historia

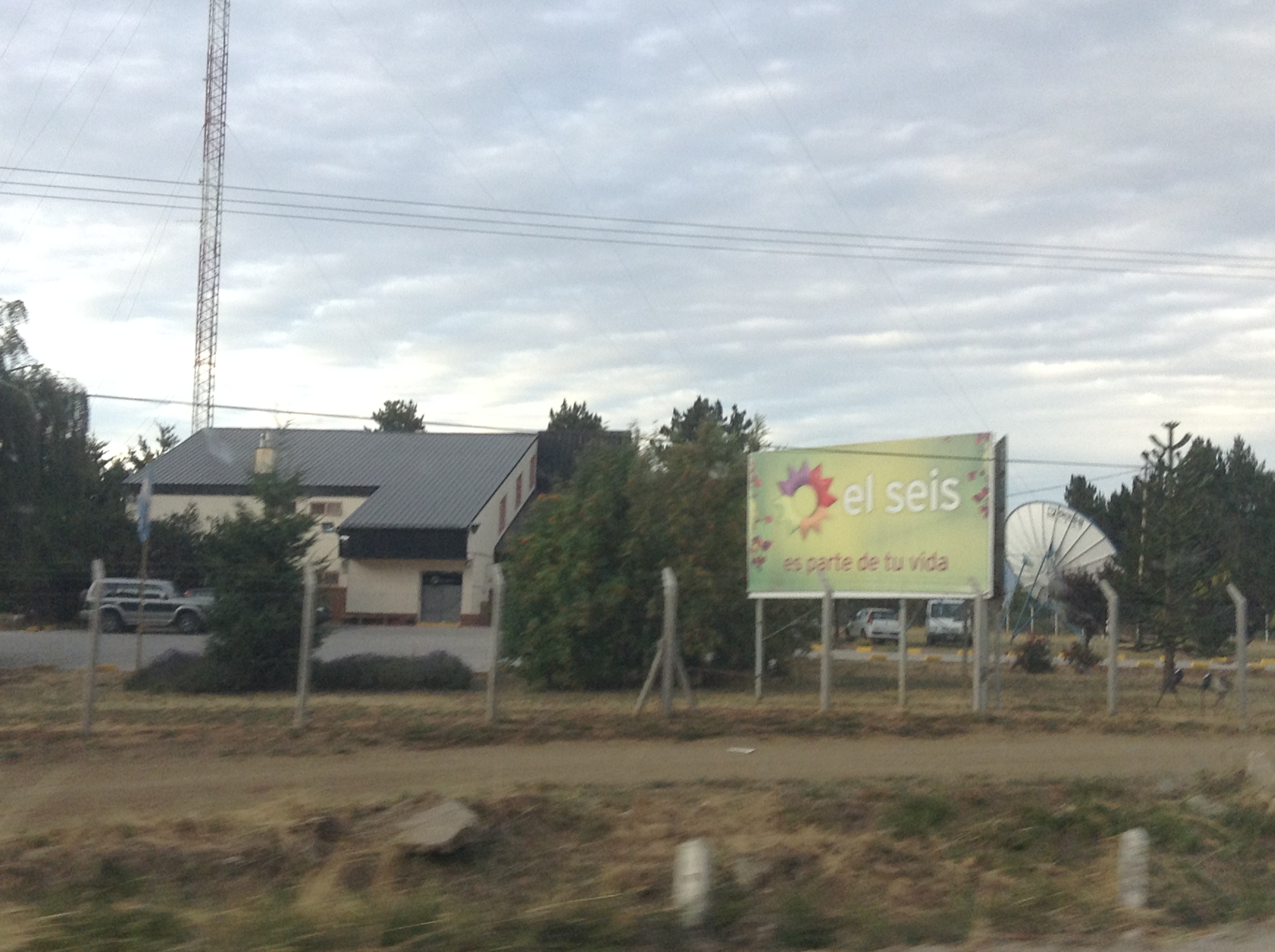
Estudios y planta transmisora del canal.

Los orígenes del canal son de junio de 1966 cuando fue creado el Canal 3 de televisión por cable, que fue el primer canal de televisión que tuvo la ciudad de San Carlos de Bariloche.
En 1978, el gobierno de facto (autodenominada Proceso de Reorganización Nacional) sentía que era necesario que la Copa Mundial de Fútbol de 1978 (organizada en Argentina) fuese transmitida en televisión abierta. 
La licencia inició sus transmisiones regulares el 1 de mayo de 1978 como LU 93 TV Canal 6 de San Carlos de Bariloche. Los empresarios Don Alfredo Sauter, Juan Carlos Ramón Antonio Rossetti y Don Francisco José Caló fundan la señal abierta (como sucesora del canal 3 de cable).
El 23 de agosto de 1979, mediante el Decreto 2063, el Poder Ejecutivo Nacional facultó al Comité Federal de Radiodifusión llamar a concurso para la adjudicación y explotación de la licencia del Canal 6.
En la madrugada del 5 de enero de 1981, los entonces estudios del Canal 6 (que se encontraban en la calle Elflein) fueron destruidos por un incendio. Pasado el mediodía, el canal estaba de vuelta en el aire desde la casa de Caló (utilizada por el canal durante 15 años) y con equipamiento cedido por el Canal 13 de Buenos Aires.
El 5 de mayo de 1981, mediante la Resolución 269, el Comité Federal de Radiodifusión llamó a concurso para la adjudicación de la licencia de Canal 6.
El 23 de agosto de 1982, mediante el Decreto 414, el Estado Nacional adjudicó a la empresa Bariloche TV. La sociedad estaba conformada por Sauter, Rossetti y Caló.
El 2 de octubre de 1984, el Comité Federal de Radiodifusión, mediante la Resolución 780, autorizó al gobierno provincial a instalar una repetidora del canal en Fitalancao, asignándole el canal 57 en la banda de UHF; sin embargo, el 17 de julio de 2012, la Autoridad Federal de Servicios de Comunicación Audiovisual (a través de la Resolución 933) declaró la caducidad del permiso de construcción.
El 27 de julio de 1987, el COMFER, mediante la Resolución 412, autorizó al canal a instalar una repetidora interna, que transmitiría desde la cumbre del Cerro Otto, con el objetivo llegar a zonas dentro del área primaria en las que la señal principal llegaba de forma deficiente. Para ello, se le asignó a la repetidora el canal 8 en la banda de VHF.
El 19 de octubre de 1990, mediante el Decreto 2224, el Poder Ejecutivo Nacional autorizó la transferencia de Bariloche TV S.A. (licenciataria del Canal 6) a Eduardo Metzger, Enrique Taboada y Néstor Vidal (que fue solicitada en 1988).
En diciembre de 1998, mediante la Resolución 2610, la Secretaría de Comunicaciones autorizó a Canal 6 a realizar pruebas en la Televisión Digital Terrestre bajo la normativa ATSC (normativa que fue dispuesta mediante la Resolución 2357 de 1998). Para ello se le asignó el Canal 5 en la banda de VHF.
El 4 de julio de 2007, Artear (subsidiaria del Grupo Clarín) adquirió Bariloche TV (licenciataria de Canal 6 y de Radio Seis) por aproximadamente US$ 1.1 millones. Un día después, Artear cedió el 0,1% de las acciones de la sociedad a GC Minor (otra subsidiaria de Clarín). La transferencia de las acciones de Bariloche TV a Artear y a GC Minor fue aprobada el 5 de abril de 2016, casi 9 años después.

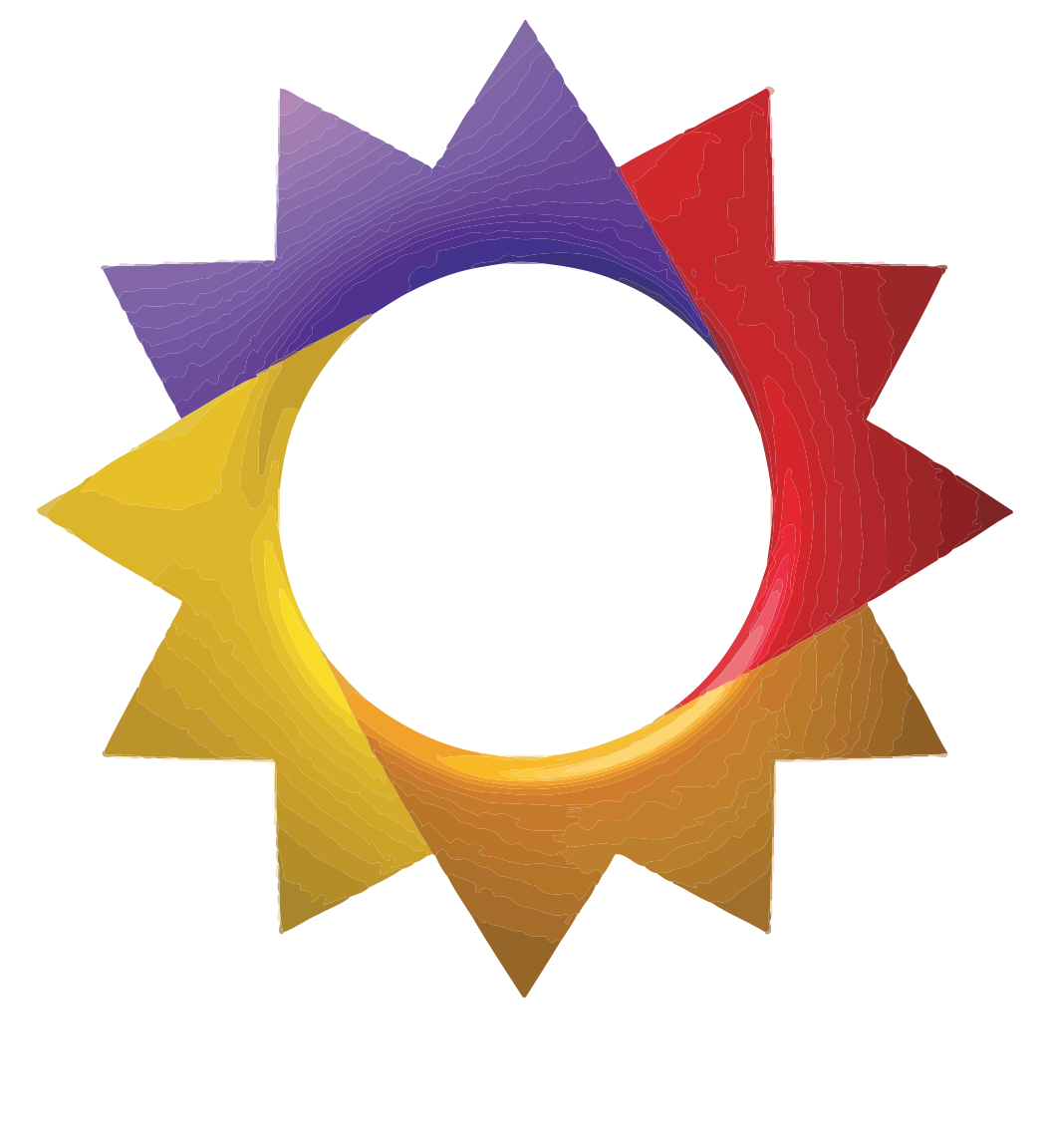
Logo utilizado por Canal 6 entre 2008 y 2014.

El 30 de agosto de 2011, la Autoridad Federal de Servicios de Comunicación Audiovisual, mediante la Resolución 1038, autorizó al Canal 6 a realizar pruebas en la Televisión Digital Terrestre bajo el estándar ISDB-T (adoptado en Argentina mediante el Decreto 1148 de 2009). Para ello se le asignó el Canal 38 en la banda de UHF.
El 4 de noviembre de 2013, el Grupo Clarín presentó su plan de adecuación voluntaria ante la Autoridad Federal de Servicios de Comunicación Audiovisual con el fin de adecuarse a la Ley de Servicios de Comunicación Audiovisual, donde, entre otras, propuso dividir el grupo en 6; Canal 6 fue asignado al Grupo 1, integrada por Artear, Radio Mitre y 24 licencias de TV por cable que pertenecían a Cablevisión. El plan fue aprobado el 17 de febrero de 2014. Sin embargo, en octubre de ese año, la AFSCA dio marcha atrás con la aprobación de la adecuación voluntaria, y como consecuencia se decidió avanzar con la adecuación de oficio, debido a supuestas irregularidades que había debido a que habían socios cruzados entre los asignatarios de ciertas licencias y unidades. El 31 de octubre, el juez federal civil y comercial Horacio Alfonso dictó una media precautelar que suspendió la adecuación de oficio; el 10 de diciembre fue dictada la cautelar por 6 meses y en junio de 2015 fue renovada por otros 6 meses más. El 29 de diciembre de 2015, mediante el Decreto 267/2015 (publicado el 4 de enero de 2016), se realizaron cambios a varios artículos de la ley. Con los cambios en la ley, ya no era necesario que el Grupo Clarín se dividiera. En enero de 2016, Clarín decidió suspender su plan de adecuación. El 2 de febrero, el Ente Nacional de Comunicaciones (sucesora de la AFSCA) decidió archivar todos los planes de adecuación (incluyendo el de Clarín); como consecuencia de esto, el Grupo Clarín ya no tiene obligación de dividirse o de vender sus licencias.
El 4 de junio de 2015, la Autoridad Federal de Servicios de Comunicación Audiovisual, mediante la Resolución 381, le asignó a Canal 6 el Canal 27.1 para emitir de forma regular (en formato HD) en la Televisión Digital Terrestre. Para mayo de 2018, Canal 6 ya estaba transmitiendo en la TDA.
El 1 de mayo de 2018, Canal 6 (en su 40 aniversario) comenzó a emitir toda su programación en HD.
El 22 de julio de 2021, el Grupo Clarín vendió el 99% de las acciones de Bariloche TV y sus medios de comunicación (Canal 6, Radio Seis y tres portales de noticias) a Televisión Litoral S.A., dueña del Canal 3 de Rosario, y el 1% a Margarita Scaglione por un monto total de U$D 600.000.
El 31 de octubre de 2021, El Seis, cerró etapa con Artear y Grupo Clarín luego de 18 años, y al día siguiente renovó su imagen y pasó a llamarse elseis TV, adaptando al logo del Canal 3 de Rosario, así naciendo la nueva etapa por Televisión Litoral S.A
El 31 de marzo de 2024, el canal dejó de emitir por televisión analógica (canal 6 analógico) para realizar la transición a la Televisión Digital Terrestre (canal 27.1 digital) en el sur argentino, en cumplimiento del decreto 156/2022 del Ente Nacional de Comunicaciones, con el objetivo de migrar hacia la televisión digital terrestre.

## Programación
Actualmente, parte de la programación del canal consiste en retransmitir los contenidos del Canal 13 de Buenos Aires (cabecera de la cadena Artear/El Trece).
La señal también posee programación local, entre los que se destacan Noticiero Seis (que es el servicio informativo del canal)
Además, desde el 6 de julio de 2020, la emisora emite algunos programas del Canal 10 de General Roca (entre ellos, la edición del mediodía de Noticias 10, que reemplazó a Notitrece en la grilla) a raíz de un acuerdo celebrado entre la empresa estatal Radio Televisión Río Negro (operadora de la emisora roquense) y Canal 6.

## Noticiero Seis
Es el servicio informativo del canal con principal enfoque en las noticias locales, regionales y nacionales. Actualmente, posee una única edición que se emite de lunes a viernes a las 14:00.
El 29 de octubre de 2018, se dio a conocer que, como parte de un plan de ajustes que incluía despidos y retiros voluntarios, Canal 6 decidió eliminar de la grilla la segunda y tercera edición de los noticieros (dejando únicamente la Primera Edición), el resumen semanal de los sábados (que al final no fue eliminada) y el programa De la A a la Z. Los cambios se hicieron efectivos a partir de la semana del 5 de noviembre y la segunda y tercera edición de Noticiero Seis fueron reemplazadas por Telenoche y Síntesis.